# Genera et Species Orchidearum Novarum
Genera et Species Orchidearum Novarum (abreviado Gen. Sp. Orchid.) es un libro con ilustraciones y descripciones botánicas que fue escrito por el profesor, naturalista y botánico brasileño João Barbosa Rodrigues. Fue publicado en 2 volúmenes, en los años 1877 a  1882.